# Terpsichore zeledoniana
Terpsichore zeledoniana là một loài thực vật có mạch trong họ Polypodiaceae. Loài này được (Lellinger) A.R. Sm. miêu tả khoa học đầu tiên năm 1993.